# Municipio de Logan Store
El municipio de Logan Store (en inglés: Logan Store Township) es un municipio ubicado en el  condado de Rutherford en el estado estadounidense de Carolina del Norte. En el año 2010 tenía una población de 3904 habitantes.

## Geografía
El municipio de Logan Store se encuentra ubicado en las coordenadas 35°14′49.44″N 81°48′12.37″O / 35.2470667, -81.8034361.